# Mopsella zimmeri
Mopsella zimmeri is een zachte koraalsoort uit de familie Melithaeidae. De koraalsoort komt uit het geslacht Mopsella. Mopsella zimmeri werd in 1908 voor het eerst wetenschappelijk beschreven door Kükenthal. 